# Кудеїхинське сільське поселення
Кудеї́хинське сільське поселення (рос. Кудеихинское сельское поселение) — муніципальне утворення у складі Поріцького району Чувашії, Росія. Адміністративний центр — село Кудеїха.

## Населення
Населення — 824 особи (2019, 881 у 2010, 1031 у 2002).

## Склад
До складу поселення входять такі населені пункти:
| Населений пункт   | Населення, осіб (2002) | Населення, осіб (2010) |
| ----------------- | ---------------------- | ---------------------- |
| Кожевенне, село   | 165                    | 155                    |
| Кудеїха, село     | 822                    | 707                    |
| Шадріха, присілок | 44                     | 19                     |